# Neobisium closanicum
Neobisium closanicum är en spindeldjursart som beskrevs av Dumitresco och Traian Orghidan 1970. Neobisium closanicum ingår i släktet Neobisium och familjen helplåtklokrypare. Inga underarter finns listade i Catalogue of Life.